# Nothoscordum inundatum
Nothoscordum inundatum är en amaryllisväxtart som beskrevs av Pierfelice Ravenna. Nothoscordum inundatum ingår i släktet vaniljlökar, och familjen amaryllisväxter. Inga underarter finns listade i Catalogue of Life.